# Жароштеа (Валча)
Жароштеа (рум. Jaroștea) насеље је у Румунији у округу Валча у општини Главиле. Oпштина се налази на надморској висини од 336 m.

## Становништво
Према подацима из 2002. године у насељу је живело 61 становника, од којих су сви румунске националности.